# Argo (mitologia)

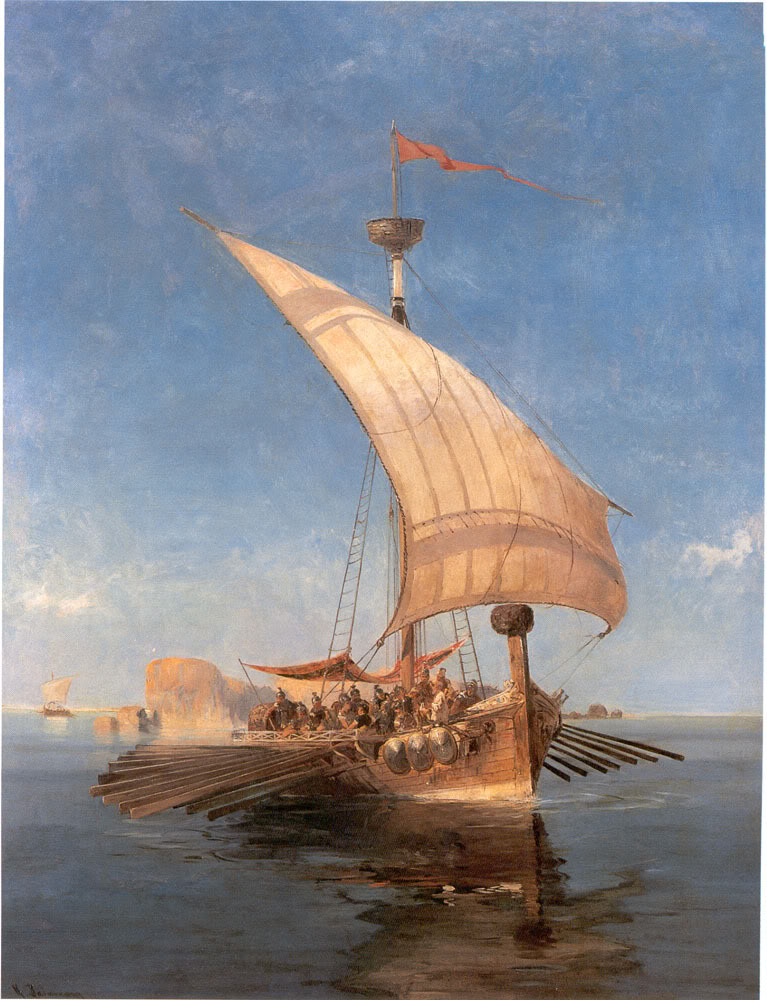
Okręt Argonautów (mal. Konstantinos Volanakis, XIX w.)

Argo (gr. Ἀργώ Argṓ, od imienia budowniczego – Argosa) – w mitologii greckiej okręt Argonautów.
W tradycji Greków był pierwszym greckim okrętem żaglowo-wiosłowym (o jednym żaglu i 50 wiosłach) – monerą, którą przy pomocy Ateny zbudował Argos dla Jazona, wyruszającego do Kolchidy po złote runo. Jego załogę stanowili Argonauci. Okręt został poświęcony jako wotum Posejdonowi, a następnie przemieniony w gwiazdozbiór Argo (Argo Navis). 
Nazwę tę współcześnie nadano również jednemu z kanionów (Argo Chasma) na księżycu Plutona – Charonie.

Rzeźba Nikolaosa Pavlopoulos w porcie miasta Volos przedstawiająca okręt Argo.

W połowie 2008 roku w Koryncie powstała replika statku. Celem budowy było zebranie przedstawicieli z 27 państw członkowskich Unii Europejskiej i pokonanie trasy dawnych Argonautów. Ze względu na brak bezpiecznej drogi przez terytorium Turcji nie było to jednak możliwe. Wobec tych utrudnień załoga zamierzała przepłynąć trasę 2222 km (1200 Mm) z Wolos (dawnego Jolkos) do  Wenecji. Wyprawa Argonautów, której losy opisuje jeden z najważniejszych eposów greckiej mitologii, wyruszyła właśnie z Wolos, z wód Zatoki Pagasyjskiej. W Wolos istnieją dziś miejsca i obiekty nawiązujące do tego mitu. Wzdłuż nabrzeża biegnie Aleja Argonautów – deptak, który prowadzi do portu. W porcie umieszczono replikę okrętu Argo, zrealizowaną na podstawie starożytnych opisów i określaną jako "prawdziwe arcydzieło sztuki szkutniczej". Replikę w całości zbudowano przy użyciu tradycyjnych metod i materiałów stosowanych do budowy okrętów w starożytności, takich jak drewno dębowe, bukowe, sosnowe, jesionowe i jodłowe. Artystyczne wyobrażenie okrętu widoczne jest zaś na skwerze naprzeciwko portowego molo. Umieszczono tu na kamiennym cokole rzeźbę autorstwa urodzonego w Wolos artysty i pisarza Nikolaosa Pavlopoulosa. 